# Sveriges generalkonsulat i Sankt Petersburg
Sveriges generalkonsulat i Sankt Petersburg var fram till 31 augusti 2023 ett svenskt generalkonsulat i Sankt Petersburg, Ryssland för nordvästra Ryssland. Kontor, residens och vissa andra personalbostäder fanns i det av svenska staten delägda Dom Shvetsii ("Sverigehuset").

## Historik
Sverige har haft diplomatisk representation i Ryssland sedan 1631, med Johan Möller som första sändebud på plats. Under 1700-talet flyttade Sveriges utrikesrepresentationen i Ryssland från Moskva till Sankt Petersburg för att i samband med ryska revolutionen 1917 flytta tillbaka till Moskva. Sverige har, efter Sovjetunionens bildande, haft generalkonsulat i Sankt Petersburg 1972-2023. Generalkonsulatet stängde 31 augusti 2023.

## Verksamhet
Konsulatet gav konsulär service till svenskar och bedrev Sverigefrämjande verksamhet genom att stödja och marknadsföra svensk kultur och att främja handel mellan Sverige och Ryssland. Generalkonsulatets distrikt inbegrep staden Sankt Petersburg, länen Archangelsk, Leningrad, Murmansk, Novgorod, Pskov och Kaliningrad samt republikerna Karelen och Komi och Nenetska autonoma kretsen.

## Beskickningschefer i urval
| Namn                   | Period    | Funktion           |
| ---------------------- | --------- | ------------------ |
| Karl Wilhelm Hagelin   | 1906–1911 | Generalkonsul      |
| Einar Ekstrand         | 1913–1916 | T.f. generalkonsul |
| Vilhelm Assarsson      | 1931–1935 | Generalkonsul      |
| Einar Rolf Ytterberg   | 1935-36   |                    |
| Knut Lundberg          | 1936-38   |                    |
| Karl-Anders Wollter    | 1972–1972 | Generalkonsul      |
| Hans Andén             | 1973–1977 | Generalkonsul      |
| Alf Ros                | 1977–1980 | Generalkonsul      |
| Kerstin Rosenström     | 1980–1983 | Generalkonsul      |
| Bengt Åkerrén          | 1983–1988 | Generalkonsul      |
| Tomas Bertelman        | 1988–1989 | Generalkonsul      |
| Dag Sebastian Ahlander | 1989–1992 | Generalkonsul      |
| Sture Stiernlöf        | 1992–1996 | Generalkonsul      |
| Hans Olsson            | 1996–2000 | Generalkonsul      |
| Erik Hammarskjöld      | 2000–2000 | T.f. generalkonsul |
| May Andersson          | 2000–2006 | Generalkonsul      |
| Gunnar Klinga          | 2006–2010 | Generalkonsul      |
| Jan Nyberg             | 2010–2014 | Generalkonsul      |
| Erik Hammarskjöld      | 2014–2018 | Generalkonsul      |
| Eva Sundquist          | 2018–2021 | Generalkonsul      |
| Jan Lundin             | 2021-2023 | Generalkonsul      |